# Киси (Калвадос)
Киси (фр. Cussy) насеље је и општина у северној Француској у региону Доња Нормандија, у департману Калвадос која припада префектури Баје.
По подацима из 2011. године у општини је живело 157 становника, а густина насељености је износила 67,09 становника/km². Општина се простире на површини од 2,34 km². Налази се на средњој надморској висини од 55 метара (максималној 68 m, а минималној 29 m).

## Демографија
| 1962. | 1968. | 1975. | 1982. | 1990. | 1999. | 2011. |
| ----- | ----- | ----- | ----- | ----- | ----- | ----- |
| 100   | 103   | 150   | 177   | 173   | 150   | 157   |

График промене броја становника у току последњих година